# Monopterus luticolus
Monopterus luticolus — вид костистих риб родини псевдовугрових (Synbranchidae) ряду цілозябровикоподібних (Synbranchiformes). Описаний у 2016 році.

## Поширення
Ендемік Камеруну. Відомий лише з чотирьох місцевостей поблизу гори Камерун на висотах 35-170 м над рівнем моря.